# Kreuzkontamination
Eine Kontamination bezeichnet das Vorhandensein einer unerwünschten Substanz auf zum Beispiel einem Gegenstand oder anderen Dingen verschiedener Bereiche. Die Kontamination kann lebende Organismen beinhalten (zum Beispiel Salmonellen in Mayonnaise) aber auch unbelebt (Ciguatera) oder sogar nicht gegenständlich sein (Strahlenbelastung). Eine Kreuzkontamination liegt vor, wenn durch eine direkte oder indirekte Übertragung Substanzen an einen anderen Ort verschleppt werden. Beispiele sind die Übertragung von pathogenen (krankheitserregenden) Mikroorganismen von einem Lebensmittel auf ein anderes, die Übertragung von Allergenen auf ein Produkt während des Produktionsprozesses und die Verunreinigung von Futtermitteln durch Rückstände in der Produktionsanlage. Auch beim Umgang mit Zellkulturen besteht die Möglichkeit einer Verunreinigung mit artfremden Organismen.

## Formen der Kreuzkontamination beim Umgang mit Lebensmitteln im Haushalt
Der Ausgangspunkt für eine Kreuzkontamination ist immer ein bereits kontaminiertes Lebensmittel. Dabei kann es sich um ein verdorbenes Lebensmittel handeln, um eines das aktiv kontaminiert wurde (zum Beispiel durch Berührung mit unsauberen Händen) oder um eines, das bereits kontaminiert vor dem Erwerb durch den Verbraucher kontaminiert war (beispielsweise rohes Geflügel oder Hackfleisch).

### Direkte Übertragung
Die direkte Übertragung findet dann statt, wenn die pathogenen Mikroorganismen direkt von dem kontaminierten auf das nicht kontaminierte Lebensmittel übertragen werden. Das passiert zum Beispiel, wenn der frische Apfel neben einen bereits verdorbenen gelegt wird. Die direkte Übertragung ist aufgrund ihrer Offensichtlichkeit weitaus seltener als die indirekte.

### Indirekte Übertragung
Bei der indirekten Übertragung gelangen die pathogenen Mikroorganismen auf Umwegen auf das ursprünglich mikrobiologisch einwandfreie Lebensmittel. Der indirekte Übertragungsweg ist weitaus weniger offensichtlich, so zum Beispiel, wenn das gegarte Fleisch auf den Teller gelegt wird, auf dem es schon vor dem Garen lag oder auch wenn vor und nach dem Garen dasselbe Messer verwendet wird. Häufig wird auch vergessen, sich beim Kochen die Hände zu waschen und nicht nur davor. Die Kreuzkontamination muss nicht zwangsläufig vom rohen Produkt auf das gegarte erfolgen, sondern kann auch ein ganz anderes Lebensmittel betreffen. Beispielsweise, wenn das rohe Geflügel mit der Hand in die Pfanne gelegt wird, und während des Garens die Gurke für den Salat geschnitten wird. Dann ist es unerheblich, ob das Fleisch durchgebraten wird – die Mikroorganismen sind auch auf der Gurke.